# خرطوم

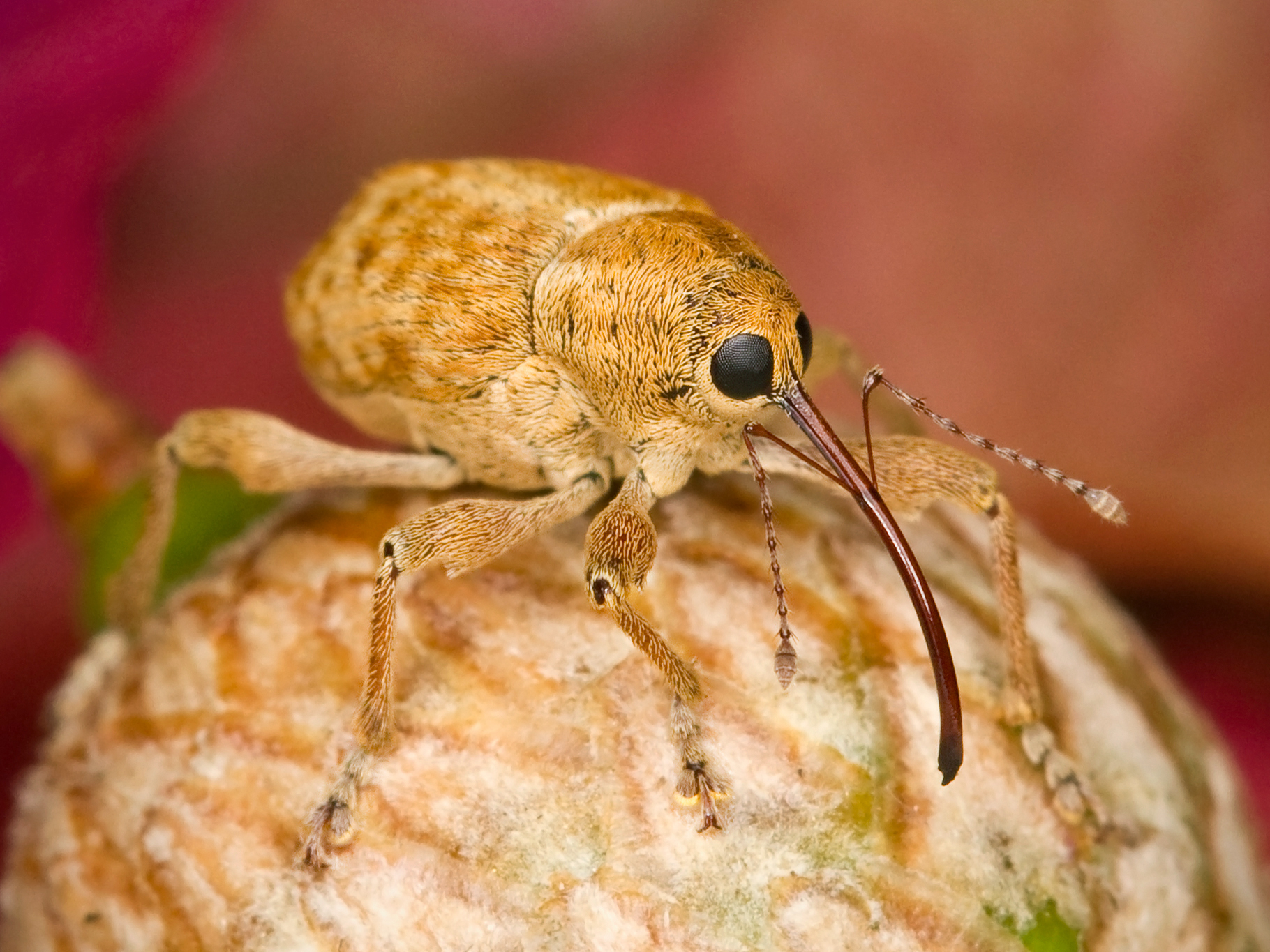
سوسک خرطوم‌دار درخت فندقی

خرطوم (به انگلیسی Proboscis‎/proʊˈbɒsɪs/‎) بخش دراز شده‌ای از سر برخی از جانوران است. در بی‌مهرگان، مانند برخی از حشرات، این نام به اندام لوله مانندی گفته می‌شود که برای مکیدن و خوردن خوراک به کار می‌رود. در مهره‌داران، مانند فیل، این عضو ادامه بینی و پوزه است.